# Montalieu-Vercieu
Montalieu-Vercieu é uma comuna francesa na região administrativa de Auvérnia-Ródano-Alpes, no departamento de Isère. Estende-se por uma área de 8,66 km². Em 2010 a comuna tinha 3 472 habitantes (densidade: 400,9 hab./km²).